# Hohen-Sülzen
Hohen-Sülzen est une municipalité allemande située dans le land de Rhénanie-Palatinat et l'arrondissement d'Alzey-Worms.

## Source
- (de) Cet article est partiellement ou en totalité issu de l’article de Wikipédia en allemand intitulé « Hohen-Sülzen » (voir la liste des auteurs).